# Kostel svatého Bartoloměje (Bystré)
Kostel svatého Bartoloměje je římskokatolický farní kostel v Bystrém. Je chráněn jako kulturní památka České republiky.

## Historie
Kostel v místě středověké svatyně ze 14. století nechal postavit v letech 1716–1719 po zániku kostela na Kostelišti majitel zdejšího panství z rodu Colloredo-Mansfeld. Kostel vystavěl chrudimský stavitel Quadroni. Přestavěn byl po požáru v roce 1750, kdy vyhořel spolu se školou a 10 staveními. Mezi lety 1969–1972 byla provedena velká oprava zvenčí i uvnitř, při které byly odkryty původní malby. Generální oprava fasády byla provedena v roce 1998.

## Architektura
Kostel je vystavěn v barokním slohu. Nástropní malby jsou rokokové. Původně měl kostel vysokou věž s cibulovitou bání.

## Interiér
Barokní oltář byl do kostela přivezen ze zdevastovaného kostela ve Vrchní Orlici, který je od roku 2012 také kulturní památkou.

## Galerie

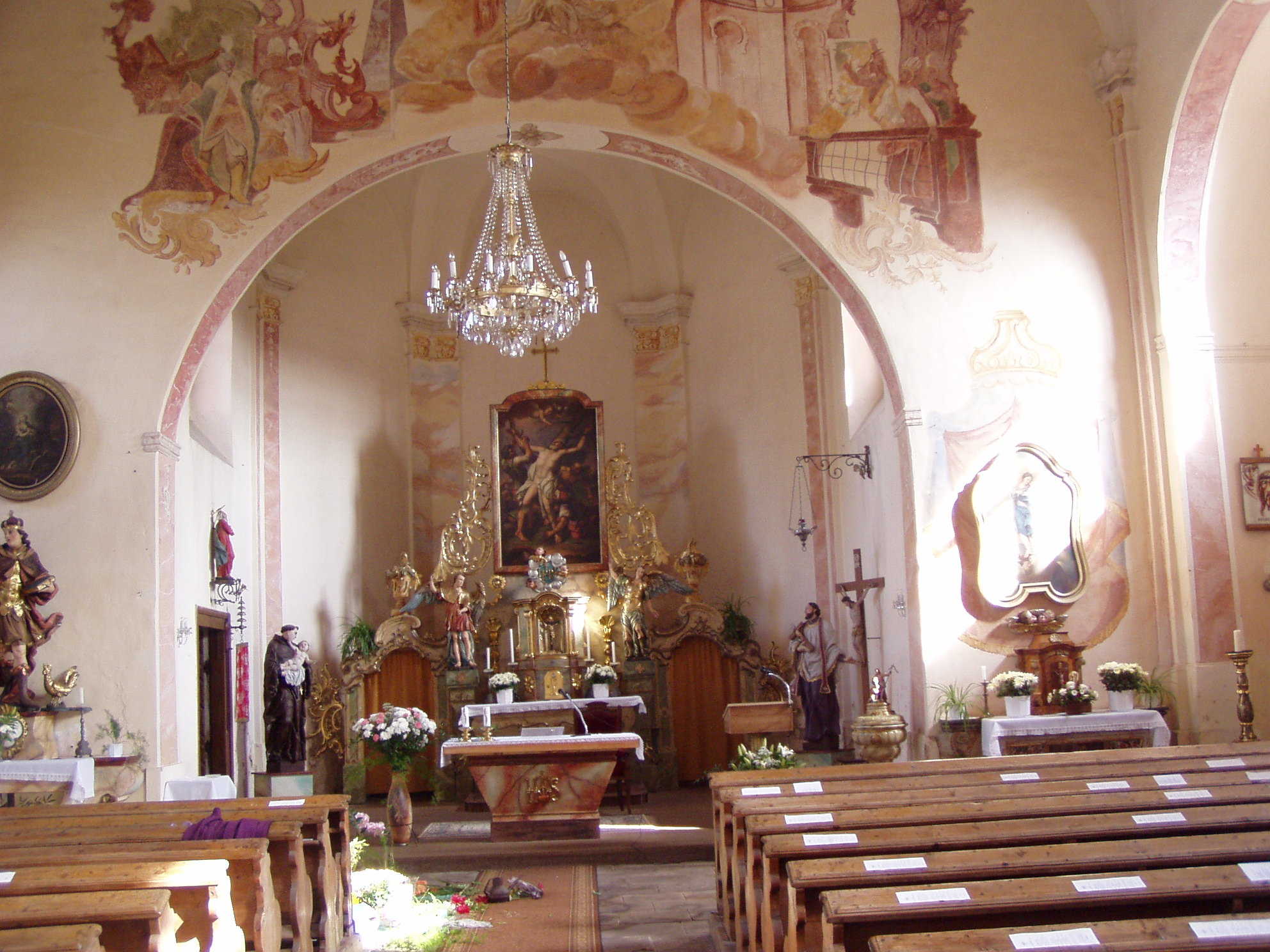
Oltář v Bystrém
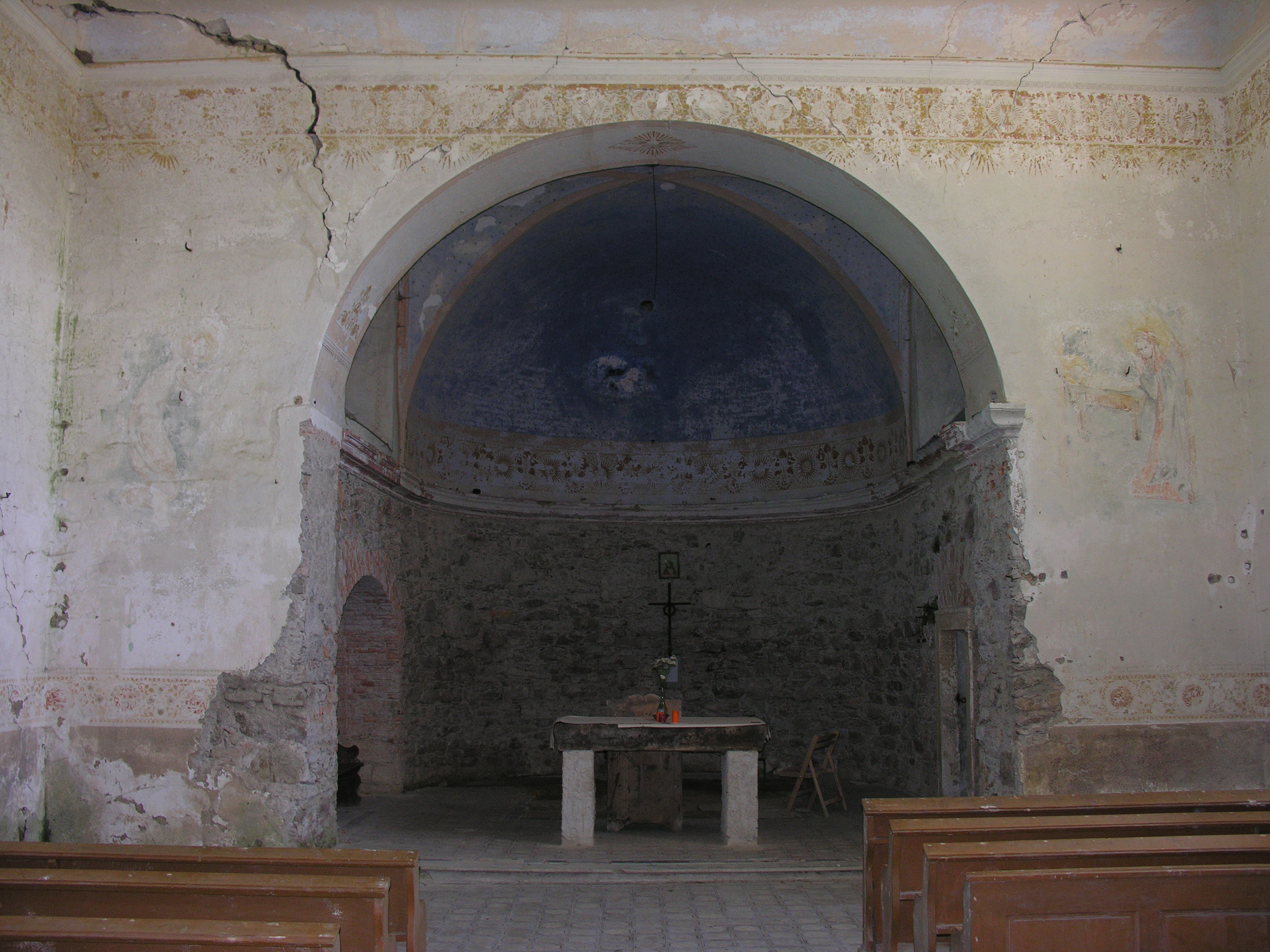
Prázdné místo po oltáři ve Vrchní Orlici
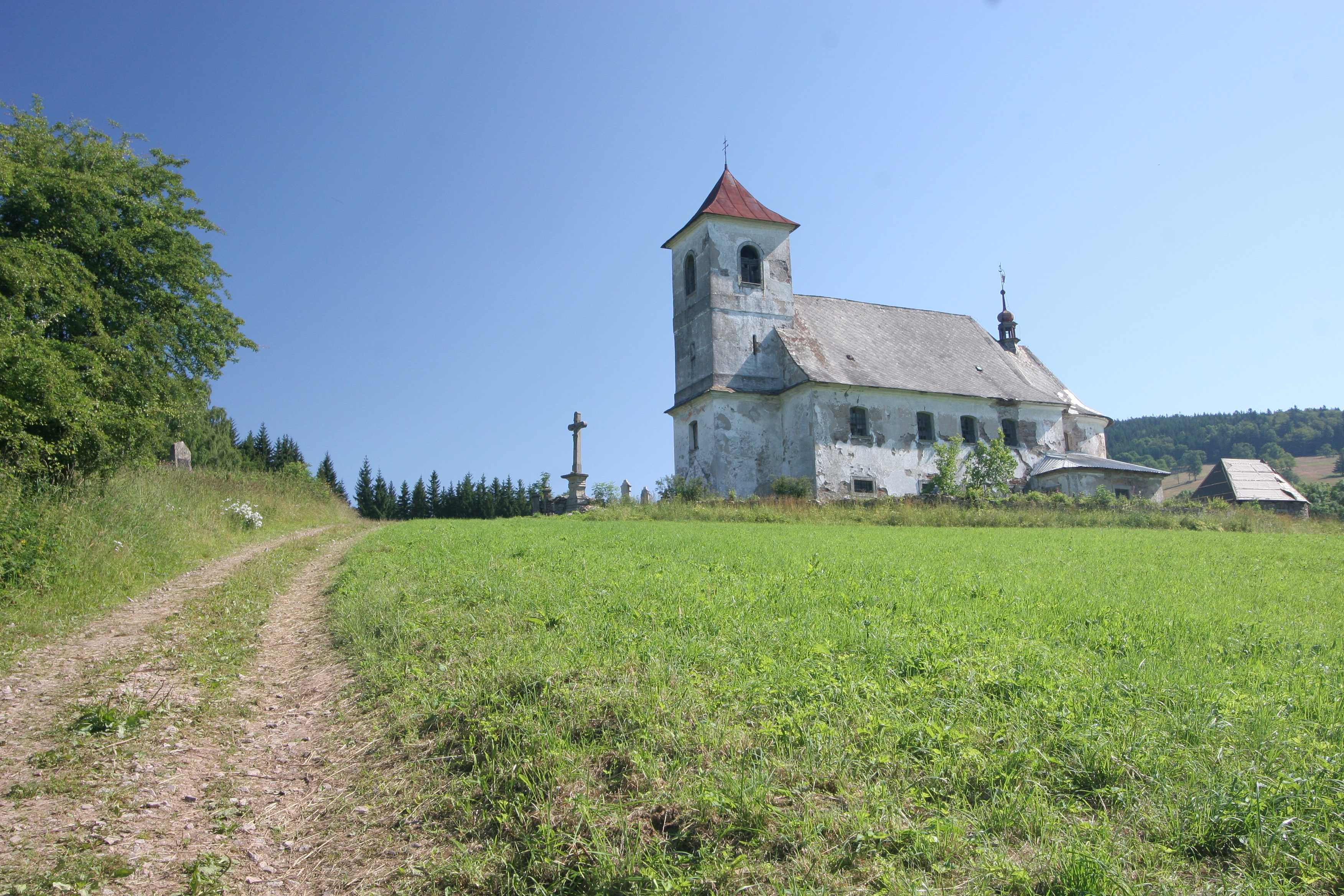
Kostel ve Vrchní Orlici

## Bohoslužby
Bohoslužby se konají v neděli v 8.15 a v pátek v 17.00.

## Galerie

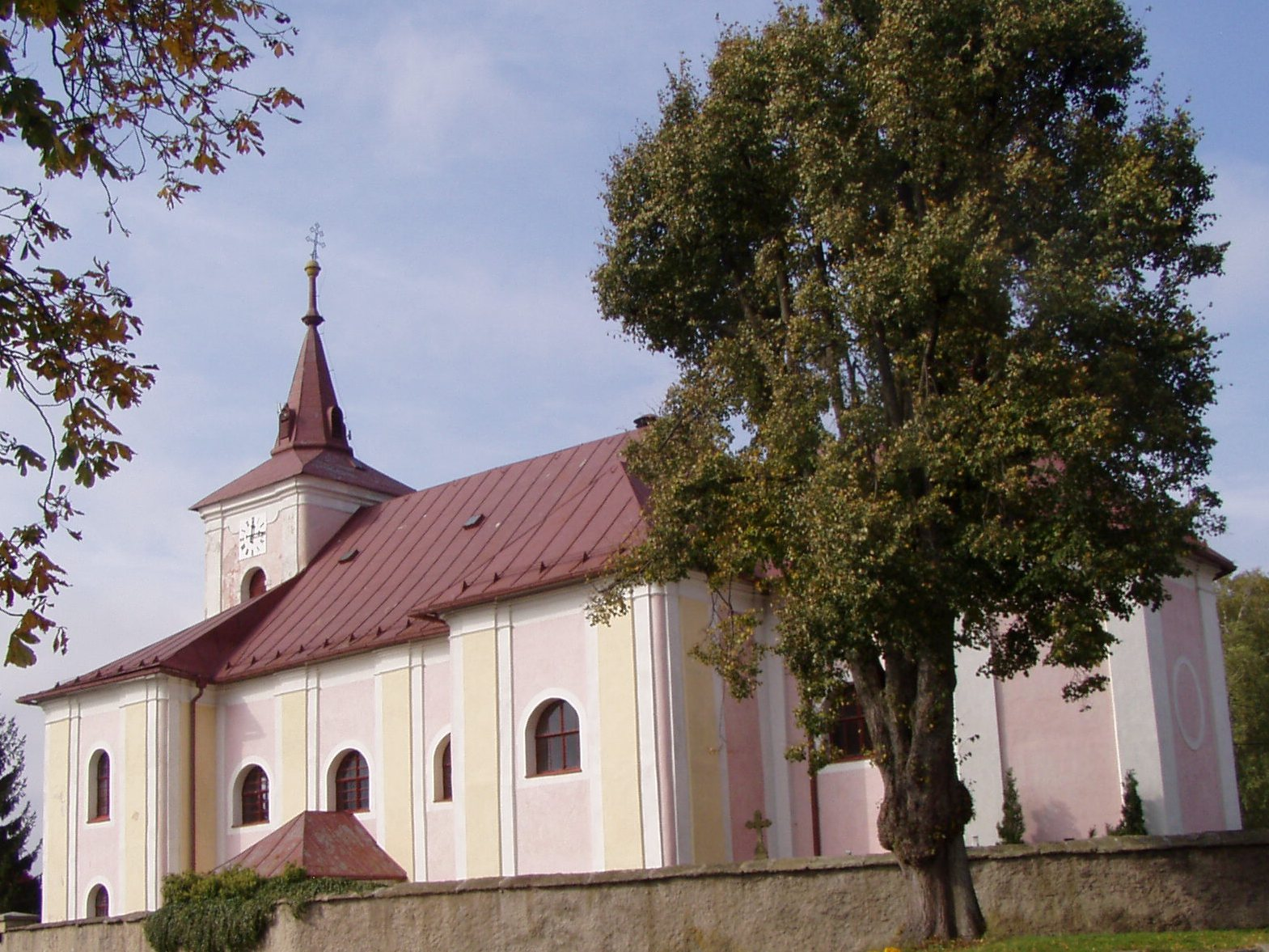
Kostel
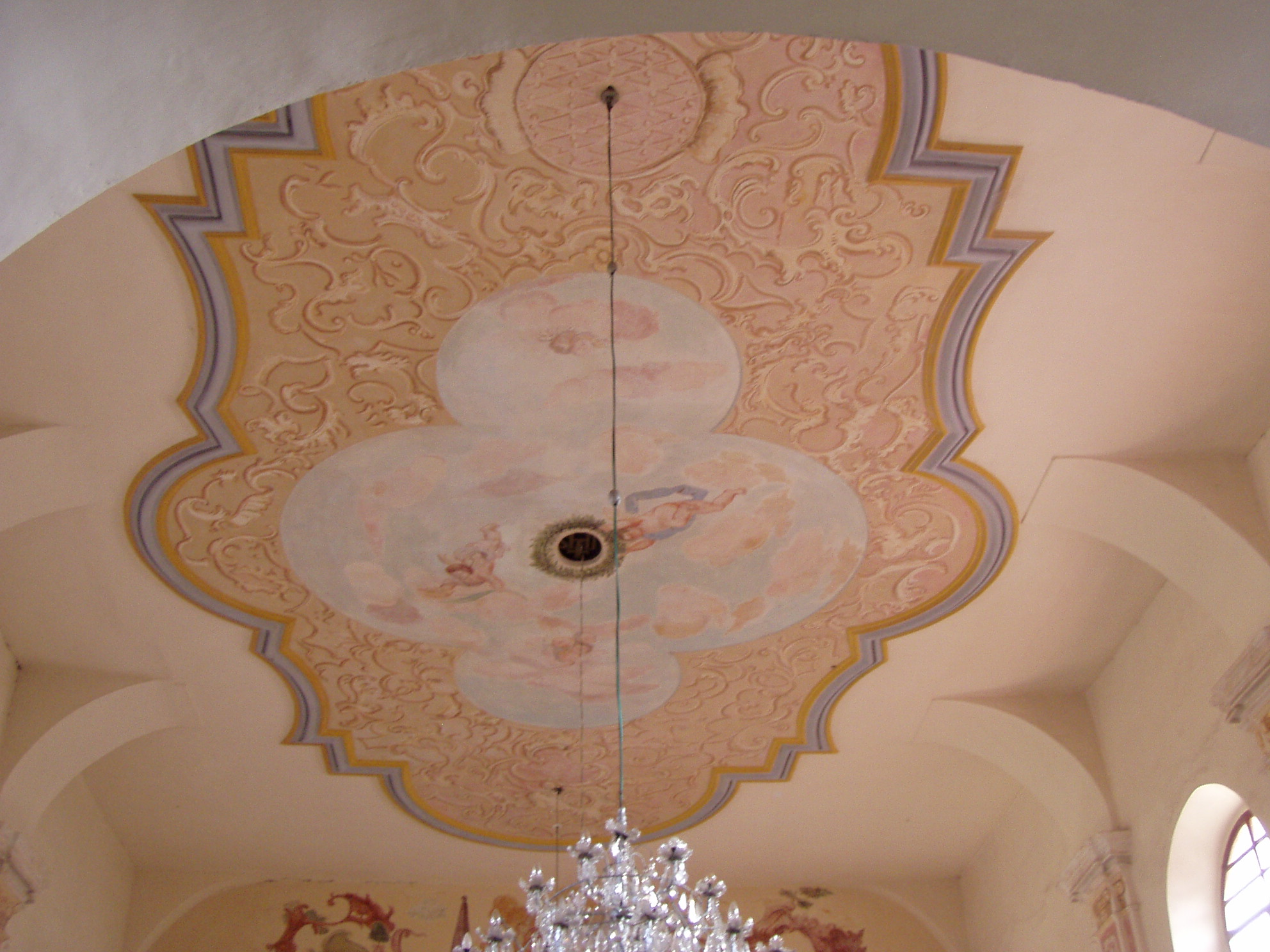
Nástropní malba